# Wojna krymska
Wojna krymska – toczona w latach 1853–1856 wojna między Imperium Rosyjskim (wspieranymi przez Księstwo Czarnogóry, Księstwo Megrelii, ochotników bułgarskich i kurdyjskich i Królestwo Grecji), a Imperium Osmańskim i jego sprzymierzeńcami, tj. Wielką Brytanią, Francją, Królestwem Sardynii i Księstwem Nassau, wspieranymi także przez Cesarstwo Austriackie, Czerkiesję, Księstwo Abchazji i hierokratyczny Imamat Kaukaski. 
Wojnę wywołała rosyjska ekspansja, a Rosja przegrała ją w wyniku starcia się ze sprawnymi i dobrze wyposażonymi technicznie armiami państw zachodnich oraz w wyniku wewnętrznej korupcji i kradzieży w administracji cywilnej i wojskowej. Dodatkowo broniący się na Krymie Rosjanie ponieśli większe straty w ludziach od atakujących, co dowiodło dużych dysproporcji w umiejętności organizacji działań wojennych. Był to pierwszy konflikt zbrojny mocarstw europejskich od czasów napoleońskich. Łącznie poległo i zmarło z powodu ran 500 tysięcy żołnierzy. Mocarstwa zachodnie osiągnęły czasowe zahamowanie rosyjskiej ekspansji w kierunku Bałkanów oraz zapobiegły upadkowi Imperium Osmańskiego, który nastąpił dopiero w następnym stuleciu. Konflikt ten był przełomowy w historii wojen: po raz pierwszy tak wielki wpływ na pole walki miały nauka i technika.

## Historia

### Przyczyny
Rosja i Imperium Osmańskie były najbardziej zacofanymi gospodarczo oraz społecznie krajami Europy. Europejscy politycy i eksperci przewidywali wybuch tej wojny, ponieważ narastały sprzeczności interesów gospodarczych i politycznych, zwłaszcza między Rosją a Wielką Brytanią. Rosja od długiego czasu zmierzała do rozszerzania swych granic w stronę Morza Śródziemnego, Zatoki Perskiej, Oceanu Indyjskiego i Chin, a były to rejony, które interesowały również Wielką Brytanię. Z kolei Francję interesował Bliski Wschód, a zwłaszcza Turcja, obecne Syria, Liban i Egipt. W tym czasie strategicznym kierunkiem rosyjskiej ekspansji były Bałkany, a zamiarem likwidacja państwa tureckiego i uczynienie Morza Czarnego wewnętrznym morzem rosyjskim oraz uzyskanie swobodnego dostępu do cieśnin tureckich. Sama Turcja była krajem osłabionym. Na początku 1853 car Rosji Mikołaj I Romanow („Żandarm Europy”) próbował namówić Brytyjczyków do rozbioru Turcji. Uniknięcie przez Rosję w latach 1848–1849 ruchów Wiosny Ludów oraz dodatkowo stłumienie narodowej rewolucji węgierskiej zmotywowały cara do prowadzenia na Bałkanach bardziej ofensywnej polityki.
W 1852 między Rosją i Francją rozpoczął się spór o prawa duchowieństwa prawosławnego, względnie katolickiego, do opieki nad miejscami świętymi i niemuzułmańską ludnością imperium tureckiego. W spór wmieszała się Wielka Brytania, w mniejszym stopniu również Austria i Prusy, a przedmiot sporu rozszerzył się o strefy wpływów tych mocarstw w Turcji oraz rewindykacje dotychczasowych jej zobowiązań wobec Rosji. Szczególnie Wielkiej Brytanii zależało na podsycaniu wrogości między Turcją i Rosją, przy czym okręty brytyjskie wpłynęły do Cieśniny Dardanelskiej.

### Przebieg

Działania wojenne w rejonie Morza Czarnego w roku 1853

W lutym 1853 car Mikołaj I skierował do Turcji ultimatum w sprawie wyłącznego prawa opieki nad miejscami świętymi w Palestynie (ówcześnie część Imperium Osmańskiego) oraz przekazania pod jej opiekę wszystkich prawosławnych obywateli w Imperium Osmańskim. Był to jednak tylko pretekst. Wyrażenie zgody na te żądania oznaczałoby przekształcenie Turcji w rosyjski protektorat, ponieważ Rosja mogłaby ingerować w tureckie sprawy wewnętrzne. Car wykazał się bardzo błędną oceną ówczesnej sytuacji politycznej. Był pewny neutralności Austrii, którą wsparł w walce z Węgrami podczas Wiosny Ludów. Przewidywał, że Anglia nie będzie zdolna do współpracy z odwieczną konkurentką, Francją. Sułtan Abdülmecid I przekazał treść ultimatum Francji i Anglii, które miały świadomość, że zaistniało niebezpieczeństwo pozbawienia ich wpływów w imperium tureckim. W tej sytuacji zachęciły sułtana do sprzeciwu. Gdy sułtan ultimatum odrzucił, wojska rosyjskie weszły do księstw naddunajskich Wołoszczyzny i Mołdawii. Wówczas w październiku 1853 Turcja wypowiedziała wojnę Rosji, a jej wojska zaatakowały rosyjskie terytoria na Kaukazie, skąd zostały jednak wyparte, a flota turecka zniszczona 30 listopada 1853 w bitwie pod Synopą, w południowej części Morza Czarnego.

Działania wojenne w rejonie Morza Czarnego w roku 1854

Wielka Brytania musiała interweniować, by zapobiec ostatecznej klęsce Turcji, a w efekcie odniesieniu korzyści przez Rosję. Rosyjskie zwycięstwo podburzyło opinię publiczną w Anglii i Francji, które pospieszyły z pomocą Turcji, zaś Austria wysłała swe wojska na Wołoszczyznę (chociaż nie wstąpiła do związku przeciw Rosji – odwiodły ją od tego Prusy, by nie wzmacniać państw zachodnich). 21 lutego 1854 Rosja wypowiedziała wojnę Anglii i Francji, a 31 marca wypowiedzieli wojnę Rosji zachodni sojusznicy. Lokalna wojna przekształciła się w wojnę mocarstw europejskich, pierwszą od wojen napoleońskich. Anglia i Francja, wykorzystując swe panowanie na morzach, dokonały szeregu bombardowań i prób desantu w Finlandii, na Zatoce Fińskiej, na Wyspach Alandzkich na Bałtyku, w Pietropawłowsku na Kamczatce oraz w Odessie i Kerczu nad Morzem Czarnym. Dzięki wprowadzeniu do marynarki wojennej okrętów parowych Brytyjczykom i Francuzom stosunkowo łatwo było transportować i zaopatrywać swe wojska. We wrześniu 1854 60 tysięcy żołnierzy wojsk brytyjskich, francuskich i tureckich wylądowało na Półwyspie Krymskim. Dołączyły do nich później (w kwietniu 1855) także wojska Sardynii. Sprzymierzeni zajęli półwysep bez większych walk, z wyjątkiem miasta i twierdzy Sewastopol (gdzie znajdowało się dowództwo rosyjskiej Floty Czarnomorskiej), którego oblężenie, połączone z ciężkimi bombardowaniami, trwało przez 11 miesięcy, do września 1855. Być może natychmiastowy po lądowaniu atak na Sewastopol przyniósłby zwycięstwo, jednak Francuzi byli ostrożni i Rosjanie wykorzystali czas na wzmocnienie linii obronnej. Rosjanie bezskutecznie próbowali przebijać się do oblężonego garnizonu. W końcu nadeszła zima 1854/1855, na którą Brytyjczycy nie byli przygotowani. Załamał się system zaopatrzenia. Na linii frontu i w szpitalach polowych warunki były tragiczne, o czym informowali brytyjscy korespondenci prasowi. Zdecydowana reakcja opinii publicznej spowodowała reformy i początek modernizacji armii brytyjskiej. 

Działania wojenne w rejonie Morza Czarnego w roku 1855

Brytyjczycy zostali tak osłabieni, że główny ciężar walki w 1855 spadł na Francuzów i Sardyńczyków. Do historii przeszła też brytyjska kawaleryjska szarża lekkiej brygady na stanowiska rosyjskiej artylerii podczas bitwy pod Bałakławą. W trakcie wojny krymskiej zmarł Mikołaj I, a tron po nim przejął jego syn Aleksander II (panujący w latach 1855–1881).

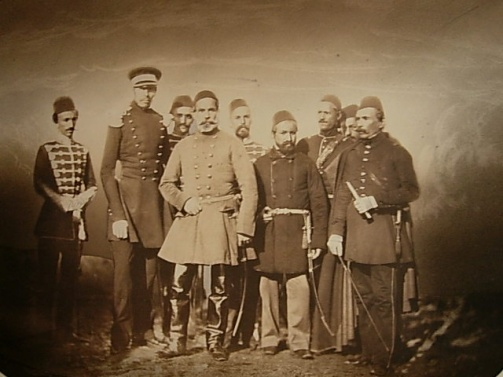
Żołnierze tureccy, jedna z pierwszych w historii fotografii wojennych (1854)

Dzięki niedawnemu wynalezieniu telegrafu rządy w Londynie i Paryżu mogły komunikować się bezpośrednio z dowódcami polowymi. Prasowe doniesienia z frontu docierały w ciągu dni, a nie tygodni.
Po zdobyciu przez sprzymierzonych Sewastopola, wojna krymska trwała jeszcze przez prawie pół roku, ale działania wojenne ograniczyły się już tylko do terenów Zakaukazia i sporadycznych ataków floty brytyjskiej na miasta rosyjskie nad Bałtykiem i Morzem Białym. Trwała też angielska blokada cieśnin duńskich, uniemożliwiająca Rosji eksport zboża i innych towarów. Wojna ostatecznie została zakończona 30 marca 1856 traktatem pokojowym na kongresie w Paryżu. Według jego ustaleń Rosja musiała odstąpić południową część Besarabii Turcji, która utrzymała też protektorat nad Mołdawią, Wołoszczyzną i Serbią. Morze Czarne ogłoszono neutralnym, czyli otwartym dla wszystkich flot, a ponadto mocarstwa zachodnie przejęły opiekę nad całą ludnością chrześcijańską w imperium tureckim.

### Konsekwencje
Dziewiąta wojna rosyjsko-turecka, przez poszerzenie jej o wojnę krymską, przy udziale Wielkiej Brytanii i Francji, zakończyła się więc przegraną Rosji. Upokarzający dla Rosji był zwłaszcza zakaz posiadania floty wojennej i budowy twierdz przybrzeżnych nad Morzem Czarnym. Wojna wykazała zacofanie techniczne i gospodarcze Rosji, głównie w rozwoju szlaków komunikacyjnych i budowie okrętów, korupcję i niedowład w zaopatrzeniu wojsk oraz nieudolność dowódców. Np. z braku połączenia kolejowego zaopatrzenie na front krymski dowożone było przez bezdroża Ukrainy wozami zaprzężonymi w woły. Innym przykładem dysproporcji możliwości technicznych był zasięg broni obu stron. Karabiny wojsk inwazyjnych miały zasięg do 1200 metrów, podczas gdy karabiny rosyjskie 300 metrów.

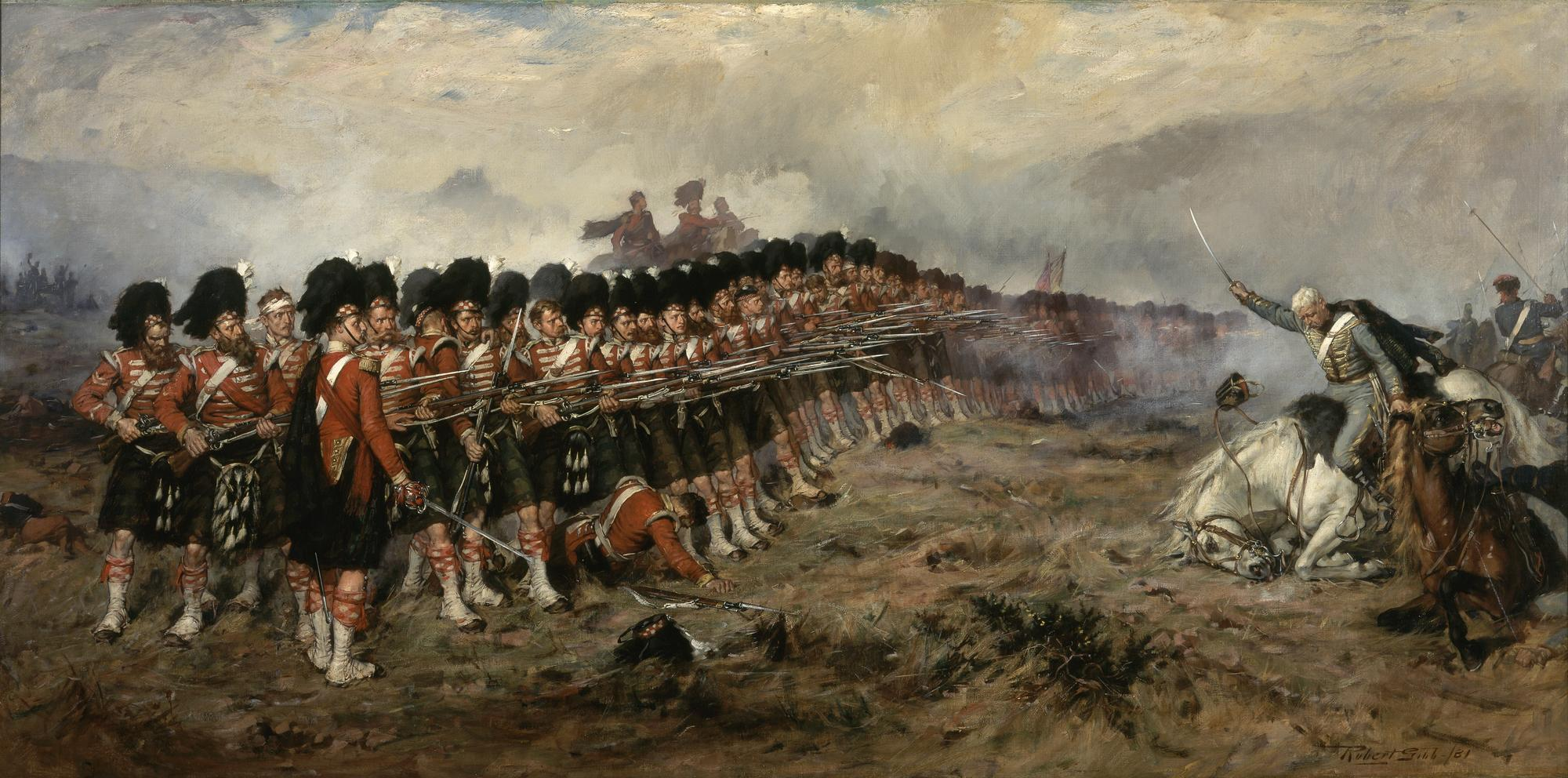
Cienka czerwona linia

Wojna krymska, mimo że toczona w połowie XIX wieku, posiadała szereg cech wojen dwudziestowiecznych, szczególnie I wojny światowej. Większa część działań wojennych miała charakter wojny pozycyjnej, toczonej w okopach wokół Sewastopola. Była ona też jednym z pierwszych konfliktów relacjonowanych na bieżąco na łamach prasy i uwiecznionych na fotografiach, wykorzystując niedawno wynalezioną fotografię.
Wojna ta była swoistym katalizatorem, który przyspieszył wiele przemian dokonujących się w XIX wieku. W wyniku ciągłych braków zaopatrzenia i wyposażenia dla żołnierzy, Wielka Brytania zaczęła wprowadzać metody przemysłowe do produkcji broni osobistej. Wkrótce jej śladem podążyły inne kraje europejskie. Innym następstwem było nowoczesne pielęgniarstwo (Florence Nightingale). Wynik wojny skłonił również władze Rosji do pewnej refleksji, czego efektem było zniesienie poddaństwa na terenie Imperium Rosyjskiego w 1861. Wojna ta utwierdziła również światową supremację Wielkiej Brytanii – zdolnej do pokonania potężnego Imperium Rosyjskiego – w ramach Pax Britannica. Do 1897 Wielka Brytania udzielała poparcia Turcji przed ekspansją Rosji, jednak zaprzestała po pierwszych rzeziach Ormian.

## Polacy w wojnie krymskiej
Polacy chcieli wykorzystać wojnę do odzyskania niepodległości. Za zgodą sułtana próbowali budować wojsko polskie na terenie Turcji (Adam Mickiewicz). Michał Czajkowski (Sadyk Pasza) utworzył oddziały kozaków osmańskich, a Władysław Zamoyski polską Dywizję Kozaków Sułtańskich. W 1855 zgłosiła się do służby jako podlekarz przy sztabie Dywizji Kozaków Sułtańskich Józefa Rostkowska.